# 道の駅明恵ふるさと館
道の駅明恵ふるさと館（みちのえき みょうえふるさとかん）は、和歌山県有田郡有田川町金屋にある国道480号の道の駅である。

## 施設
- 駐車場
  - 普通車：30台
  - 大型車：1台
  - 身障者用駐車場：1台
- トイレ
  - 男：大1、小3
  - 女：4
  - 身障者用：1
- 公衆電話
- 休憩コーナー
- 物産販売所
- 喫茶店

### 管理団体
- 有田川町

## 休館日
- 年末年始

## アクセス
- 国道480号 - 登録路線
  - 国道424号

## 周辺
- かなや明恵峡温泉
- 有田巨峰村観光ブドウ園
- 明恵紀州遺跡
- 有田川町役場金屋庁舎
- 生石高原県立自然公園